# Bactrocera hoedi
Bactrocera hoedi
 es una especie de díptero que White describió por primera vez en 1999. Bactrocera hoedi pertenece al género Bactrocera de la familia Tephritidae.  